# HMS Una (1940)
HMS Una (N87) («Уна») — британская дизельная подводная лодка типа U (второй группы). Построена на верфи «Четхэм Док-ярд». Участвовала во Второй мировой войне.

## Служба
Большую часть времени подлодка провела в Средиземном море (начиная с 1942 года). За время службы она торпедировала итальянский танкер «Лучана» (Luciana), рыболовецкое судно «Мария Иммаколата» (Maria Immacolata), торговые суда «Нинетто Дж.» (Ninetto G.) и «Петрарка» (Petrarca). Также ею были торпедированы два парусных судна и торговое судно «Козала» (Cosala, бывшее югославское судно «Серафин Топич»), причём последний корабль сел на мель и был окончательно разрушен во время бури. Несмотря на эти достижения, лодка неоднократно терпела неудачи при попытках торпедировать корабли: ей не удалось торпедировать итальянское торговое судно «Бриони» (Brioni), танкер «Пануко» (Panuco) и немецкое торговое судно «Менес» (Menes), а при попытке торпедировать торговое судно в гавани Лампедузы все торпеды угодили в скалы. С апреля по август 1943 года лодка проходила учения по борьбе с вражескими субмаринами, после чего ушла на ремонт в Великобританию. Списана в ноябре 1945 года и отправлена в резерв, 11 апреля 1949 продана на слом в Лланелли.